# Acacia silvestris
Acacia silvestris é uma espécie de leguminosa do gênero Acacia, pertencente à família Fabaceae.